# Уоллуорк, Ронни
Роналд Уоллуорк (англ. Ronald Wallwork; 10 сентября 1977, Манчестер), более известный как Ронни Уоллуорк (англ. Ronnie Wallwork) — английский футболист, полузащитник. Начал карьеру в академии «Манчестер Юнайтед», в 1997 году дебютировал в основном составе «Манчестер Юнайтед». Выступал на правах аренды за «Карлайл Юнайтед», «Стокпорт Каунти» и «Антверпен». В 2002 году перешёл в «Вест Бромвич Альбион», за который выступал до 2008 года. Также играл за «Брэдфорд Сити», «Барнсли» и «Хаддерсфилд Таун» на правах аренды. В январе 2008 года стал игроком «Шеффилд Уэнсдей», но провёл в команде только четыре месяца.

## Футбольная карьера

### «Манчестер Юнайтед»
Уроженец Манчестера, Уоллуорк в подростковом возрасте посещал спортивную школу Футбольной ассоциации Англии в Лиллесхолле. С детства болел за «Манчестер Юнайтед» и в апреле 1993 года присоединился к футбольной академии «Манчестер Юнайтед». В июле 1994 года подписал свой первый любительский контракт, в марте 1995 года подписал профессиональный контракт. Регулярно играл за юношеские команды «Юнайтед», сыграв 77 матчей за разные молодёжные команды с 1994 по 1997 год. В 1995 году помог команде выиграть Молодёжный кубок Англии, а год спустя получил награду Джимми Мерфи лучшему молодому игроку года. Летом 1997 года в составе сборной Англии до 20 лет сыграл все 4 матча на молодёжном чемпионате мира в Малайзии. Англичане выиграли все три матча в группе, но в 1/8 финала проиграли аргентинцам и выбыли из турнира.
К началу сезона 1997/98 стал регулярным игроком резервной команды «Манчестер Юнайтед». 25 октября 1997 года дебютировал в основном составе «Юнайтед», выйдя на замену Гари Паллистеру в матче против «Барнсли». Позднее в том же сезоне дважды отправлялся в аренду: сначала в «Карлайл Юнайтед», где он забил первый в своей профессиональной карьере гол, а затем — в «Стокпорт Каунти». В следующем сезоне был арендован бельгийским клубом «Антверпен». После матча плей-офф за право выхода в высший дивизион чемпионата Бельгии против клуба «Ла-Лувьер», в котором «Антверпен» проиграл, Уоллуорк схватил судью Аманда Ансьона за горло. За это он получил «пожизненную» дисквалификацию от футбола. Другой игрок «Антверпена» Дэнни Хиггинботам (также арендованный у «Манчестер Юнайтед») получил годовую дисквалификацию за нападение на судью. Бельгийский суд сократил дисквалификацию Уоллуорка до трёх лет (два из которых были назначены условно), а дисквалификация Хиггинботтама была сокращена до четырёх месяцев. Дисквалификация Уоллуорка действовала только в Бельгии.
В сезоне 1999/2000 Уоллуорк провёл в основном составе «Юнайтед» семь матчей, в основном — на позиции опорного полузащитника. В сезоне 2000/01 провёл за команду 16 матчей, в том числе 12 — в Премьер-лиге, что было достаточным для получения чемпионской медали. Уоллуорк не смог закрепиться в основном составе «Манчестер Юнайтед» и летом 2002 года покинул клуб, в котором провёл семь лет и сыграл 28 матчей.

### «Вест Бромвич Альбион»
В июле 2002 года Уоллуорк перешёл в «Вест Бромвич Альбион» в качестве свободного агента. Он стал первым игроком «Альбион», подписанным после того, как клуб обеспечил себе выход в Премьер-лигу. 24 августа 2002 года Уоллуорк дебютировал за свой новый клуб, выйдя на замену в матче против «Лидс Юнайтед». Всего в сезоне 2002/03 он провёл за команду 27 из 38 матчей в Премьер-лиге. По итогам сезона клуб покинул Премьер-лигу.
В январе 2004 года Уоллуорк отправился в месячную аренду в «Брэдфорд Сити». В феврале того же года его аренда в «Брэдфорд Сити» была продлена ещё на два месяца.
В сезоне 2004/05 «Вест Бромвич Альбион» вновь играл в Премьер-лиге, но в начале сезона Уоллуорк не попадал в состав команды Гари Мегсона. Однако когда Мегсона на посту главного тренера «дроздов» сменил Брайан Робсон в ноябре 2004 года, Уоллуорк стал одним из ключевых игроков команды. 22 января 2005 года забил свой первый гол за «дроздов» в домашнем матче против «Манчестер Сити». Клуб избежал выбывания из Премьер-лиги в последнем туре, обыграв «Портсмут». «Альбион» тогда стал первым клубом Премьер-лиги, избежавшим вылета после того, как к Рождеству был на последнем месте турнирной таблицы. Уоллуорк был признан лучшим игроком года в составе «Вест Бромвич Альбион». В мае 2005 года подписал новый контракт с клубом до лета 2007 года.
В сезоне 2005/06 Уоллуорк сыграл в 31 из 38 матчей клуба в Премьер-лиге. По итогам сезона «дрозды» выбыли в Чемпионшип. В начале сезона 2006/07 продолжал регулярно играть в основном составе, но после того, как в октябре команду возглавил Тони Моубрей, Уоллуорк сыграл за клуб только один матч. Так, под руководством Моубрея Джонатан Грининг переместился с фланга в центр полузащиты, где ранее играл Уоллуорк. 22 ноября 2006 года отправился в аренду в «Барнсли» изначально до 1 января 2007 года, однако спустя 28 дней «Альбион» принял решение отозвать игрока из аренды.
30 ноября 2006 года Уоллуорка атаковали в ночном клубе Sugar Lounge в Манчестере, в котором он отдыхал со своей девушкой Эйми Бродбент. Бывший молодой человек Бродбент семь раз ударил Уоллуорка ножом для рыбы в руку, спину и живот. Уоллуорка доставили в больницу в стабильном состоянии, его жизни ничего не угрожало. 7 декабря 2006 года нападавший был арестован. В декабре 2007 года нападавший, который признал свою вину в нанесении тяжкого вреда здоровью, был приговорён к пяти с половиной годам тюремного заключения. Уоллуорк был выписан из больницы 10 декабря 2006 года — в тот же день, когда «Барнсли» и «Вест Бромвич Альбион» встретились между собой в лиге. Болельщики «Барнсли» вывесили баннер с надписью «Поправляйся скорее, Ронни». В конце января 2007 года Уоллуорк вернулся к лёгким тренировкам, а 21 февраля сыграл свой первый матч после нападения: это была игра резервной команды «Вест Бромвич Альбион» против резервистов «Уолсолла».

### «Хаддерсфилд Таун»
27 сентября 2007 года Уоллуорк отправился в аренду в «Хаддерсфилд Таун», где вновь сыграл под руководством Энди Ритчи, который тренировал его в «Барнсли» в предыдущем сезоне. 29 сентября 2007 года он дебютировал за «терьеров» в игре против «Лутон Таун». 20 октября 2007 года забил свой первый гол за «Таун» в игре против «Олдем Атлетик». В конце декабря он вернулся в «Вест Бромвич Альбион».

### «Шеффилд Уэнсдей»
11 января 2008 года Ронни Уоллуорк перешёл в «Шеффилд Уэнсдей» в качестве свободного агента. На следующий день он дебютировал за клуб в матче против «Кардифф Сити». Всего в сезоне 2007/08 провёл за «Уэнсдей» семь матчей. В мае 2008 года был отпущен клубом в качестве свободного агента. В августе 2008 года тренировался с «Карлайл Юнайтед», однако контракт ему не предложили.
В 2014 году, через шесть лет без футбола, он подписал контракт с клубом «Аштон Юнайтед».

## Статистика выступлений
Источники:
| Клуб                      | Сезон            | Лига                    | Лига | Лига | Кубок страны | Кубок страны | Кубок лиги | Кубок лиги | Еврокубки | Еврокубки | Прочие | Прочие | Итого | Итого |
| Клуб                      | Сезон            | Дивизион                | Игры | Голы | Игры         | Голы         | Игры       | Голы       | Игры      | Голы      | Игры   | Голы   | Игры  | Голы  |
| ------------------------- | ---------------- | ----------------------- | ---- | ---- | ------------ | ------------ | ---------- | ---------- | --------- | --------- | ------ | ------ | ----- | ----- |
| Манчестер Юнайтед         | 1997/98          | Премьер-лига            | 1    | 0    | 0            | 0            | 0          | 0          | 0         | 0         | 0      | 0      | 1     | 0     |
| Манчестер Юнайтед         | 1998/99          | Премьер-лига            | 0    | 0    | 0            | 0            | 1          | 0          | 0         | 0         | 0      | 0      | 1     | 0     |
| Манчестер Юнайтед         | 1999/00          | Премьер-лига            | 5    | 0    | 0            | 0            | 1          | 0          | 0         | 0         | 1      | 0      | 7     | 0     |
| Манчестер Юнайтед         | 2000/01          | Премьер-лига            | 12   | 0    | 1            | 0            | 2          | 0          | 1         | 0         | 0      | 0      | 16    | 0     |
| Манчестер Юнайтед         | 2001/02          | Премьер-лига            | 1    | 0    | 1            | 0            | 1          | 0          | 0         | 0         | 0      | 0      | 3     | 0     |
| Манчестер Юнайтед         | Итого            | Итого                   | 19   | 0    | 2            | 0            | 5          | 0          | 1         | 0         | 1      | 0      | 28    | 0     |
| Карлайл Юнайтед (аренда)  | 1997/98          | Второй дивизион         | 10   | 1    | 0            | 0            | 0          | 0          | –         | –         | 2      | 0      | 12    | 1     |
| Стокпорт Каунти (аренда)  | 1997/98          | Первый дивизион         | 7    | 0    | 0            | 0            | 0          | 0          | –         | –         | –      | –      | 7     | 0     |
| Антверпен (аренда)        | 1998/99          | Второй дивизион Бельгии | 17   | 2    | 0            | 0            | 0          | 0          | –         | –         | 3      | 0      | 20    | 2     |
| Вест Бромвич Альбион      | 2002/03          | Премьер-лига            | 27   | 0    | 2            | 0            | 1          | 0          | –         | –         | –      | –      | 30    | 0     |
| Вест Бромвич Альбион      | 2003/04          | Первый дивизион         | 5    | 0    | 0            | 0            | 2          | 0          | –         | –         | –      | –      | 7     | 0     |
| Вест Бромвич Альбион      | 2004/05          | Премьер-лига            | 20   | 1    | 3            | 0            | 0          | 0          | –         | –         | –      | –      | 23    | 1     |
| Вест Бромвич Альбион      | 2005/06          | Премьер-лига            | 31   | 0    | 2            | 0            | 2          | 0          | –         | –         | –      | –      | 35    | 0     |
| Вест Бромвич Альбион      | 2006/07          | Чемпионшип              | 10   | 1    | 0            | 0            | 2          | 1          | –         | –         | –      | –      | 12    | 2     |
| Вест Бромвич Альбион      | 2007/08          | Чемпионшип              | 0    | 0    | 0            | 0            | 0          | 0          | –         | –         | –      | –      | 0     | 0     |
| Вест Бромвич Альбион      | Итого            | Итого                   | 93   | 2    | 7            | 0            | 7          | 1          | –         | –         | –      | –      | 107   | 3     |
| Брэдфорд Сити (аренда)    | 2003/04          | Первый дивизион         | 7    | 4    | 0            | 0            | 0          | 0          | –         | –         | –      | –      | 7     | 4     |
| Барнсли (аренда)          | 2006/07          | Чемпионшип              | 2    | 0    | 0            | 0            | 0          | 0          | –         | –         | –      | –      | 2     | 0     |
| Хаддерсфилд Таун (аренда) | 2007/08          | Лига 1                  | 16   | 3    | 2            | 0            | 0          | 0          | –         | –         | –      | –      | 18    | 3     |
| Шеффилд Уэнсдей           | 2007/08          | Чемпионшип              | 7    | 0    | 0            | 0            | 0          | 0          | –         | –         | –      | –      | 7     | 0     |
| Всего за карьеру          | Всего за карьеру | Всего за карьеру        | 178  | 12   | 11           | 0            | 12         | 1          | 1         | 0         | 6      | 0      | 208   | 13    |

## Достижения
Манчестер Юнайтед
- Чемпион Премьер-лиги: 2000/01[41]
- Обладатель Межконтинентального кубка: 1999[42]

Личные достижения
- Награда Джимми Мерфи лучшему молодому игроку года: 1995/96[3]
- Игрок года в «Вест Бромвич Альбион»: 2004/05[14]